# Polygala lysimachiifolia
Polygala lysimachiifolia är en jungfrulinsväxtart som beskrevs av Chod.. Polygala lysimachiifolia ingår i släktet jungfrulinssläktet, och familjen jungfrulinsväxter. Inga underarter finns listade i Catalogue of Life.